# División de Honor femenina de balonmano 2018/19
Die División de Honor femenina de balonmano 2018/2019 war die 62. Spielzeit der höchsten Spielklasse im spanischen Frauenhandball. Nach dem Hauptsponsor wurde sie Liga Guerreras Iberdrola genannt. Der Verband RFEBM war Ausrichter der Meisterschaft. Rocasa Gran Canaria wurde spanischer Meister.

## Modus
14 Teams traten in der Saison 2018/2019 an.

## Tabelle am Ende der Saison
| | Team                                     | Punkte | Spiele | G  | U | V  | ET  | GT  | Diff. |
| --- | ---------------------------------------- | ------ | ------ | -- | - | -- | --- | --- | ----- |
| 1 | Rocasa Gran Canaria                      | 45     | 26     | 22 | 1 | 3  | 708 | 597 | 111   |
| 2 | Super Amara Bera Bera                    | 41     | 26     | 20 | 1 | 5  | 776 | 594 | 182   |
| 3 | Mecalia Atlético Guardés                 | 35     | 26     | 17 | 1 | 8  | 741 | 623 | 118   |
| 4 | KH-7 BM. Granollers                      | 34     | 26     | 15 | 4 | 7  | 734 | 656 | 78    |
| 5 | BMC Liberbank Gijón                      | 33     | 26     | 15 | 3 | 8  | 692 | 639 | 53    |
| 6 | Rincón Fertilidad Málaga                 | 33     | 26     | 15 | 3 | 8  | 741 | 686 | 55    |
| 7 | Elche Mustang                            | 31     | 26     | 14 | 3 | 9  | 670 | 644 | 26    |
| 8 | Aula Alimentos de Valladolid             | 28     | 26     | 13 | 2 | 11 | 652 | 622 | 30    |
| 9 | Hotel Gran Bilbao-Prosetecnisa BM. Zuazo | 23     | 26     | 11 | 1 | 14 | 668 | 665 | 3     |
| 10 | Godoy Maceira BM Porriño                 | 18     | 26     | 9  | 0 | 17 | 582 | 675 | −93   |
| 11 | Helvetia BM. Alcobendas                  | 17     | 26     | 6  | 5 | 15 | 590 | 675 | −85   |
| 12 | Club Balonmano Morvedre                  | 12     | 26     | 5  | 2 | 19 | 591 | 691 | −100  |
| 13 | CH Canyamelar Valencia                   | 9      | 26     | 4  | 1 | 21 | 559 | 754 | −195  |
| 14 | BM. Castellón                            | 5      | 26     | 2  | 1 | 23 | 545 | 728 | −183  |
| Quelle: Federación Española de Balonmano: Clasificación de la División de Honor Femenina (Liga Guerreras Iberdrola) |                                          |        |        |    |   |    |     |     |       |